# Tamás Märcz
Tamás Märcz (Budapest, 17 luglio 1974) è un ex pallanuotista e allenatore di pallanuoto ungherese naturalizzato italiano, vincitore di una medaglia d'oro ai giochi olimpici di Sydney 2000.

## Carriera
Cresciuto nel KSI, disputa le sue prime stagioni da professionista nel Budapest VSC dove è finalista in Coppa delle Coppe, prima di trasferirsi in Italia nel 2000, tra le file del Savona, dove trascorre cinque stagioni , disputando anche due finali di Coppa Italia ed una di Supercoppa Len. Tra il 2005 e il 2009 disputa quattro stagioni tra Chiavari, Eger, Nervi e Pro Recco dove è finalista in Coppa Campioni, andando anche a rinforzare la rosa della squadra maltese dei Sirens in occasione del campionato dell'arcipelago che, da tradizione, si svolge nei mesi estivi.
Nel 2009 passa all'Acquachiara, con cui disputa le ultime quattro stagioni della sua carriera. Nel suo palmarès vanta quattro titoli nazionali ungheresi e due italiani, oltre a tre Coppe d'Ungheria, una Coppa Italia, una Coppa LEN e una Supercoppa Europea.
Dal 2013 è allenatore del Budapest VSC. Dal 2014 è vice-allenatore della nazionale maschile ungherese, incarico che ricopre in contemporanea al proprio ruolo di allenatore di club. Dal 2016 al 2022 è stato commissario tecnico della nazionale maschile ungherese, con la quale ha conquistato il  bronzo olimpico a Tokyo, l’argento ai Mondiali 2017, l’oro agli Europei 2020, l’oro in Coppa del Mondo e l'argento in World League, entrambi nel 2018.

## Palmarès

### Club
- Campionato ungherese: 4

Budapest VSC: 1995-96, 1996-97, 1997-98, 1998-99
- Coppa d'Ungheria: 3

Budapest VSC: 1994-95, 1999-00
Eger: 2006-07
- Campionato italiano: 2

Savona: 2004-05
Pro Recco: 2008-09
- Coppe Italia: 1

Pro Recco: 2008-09
- Coppe LEN: 1

Savona: 2004-05
- Supercoppa LEN: 1

Pro Recco: 2008

### Nazionale
- Oro olimpico: 1

Ungheria: Sydney 2000
- Argento ai campionati mondiali: 1

Ungheria: Perth 1998
- Oro nella Coppa del Mondo: 1

Ungheria: Sydney 1999
- Bronzo nella World league: 1

Italia: Almaty 2012
- Bronzo ai campionati mondiali juniores: 1

Ungheria: Il Cairo 1993
- Oro ai campionati europei: 2

Ungheria: Siviglia 1997, Firenze 1999
- Bronzo ai campionati europei: 1

Ungheria: Budapest 2001
- Oro ai campionati europei juniores: 1

Ungheria: Sopron 1992